# Liste des aéroports au Costa Rica

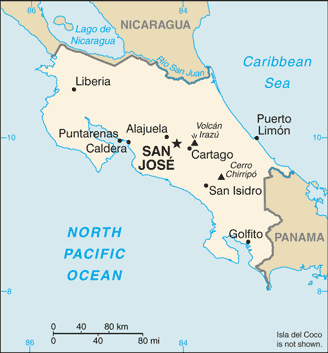
Carte du Costa Rica

Ceci est une liste des aéroports au Costa Rica, triés par emplacement.
Le Costa Rica, officiellement la République du Costa Rica, est un pays d'Amérique Centrale, bordé par le Nicaragua au nord, le Panama au sud-est, l'Océan Pacifique à l'ouest, et la mer des Caraïbes à l'est.
Le pays est divisé en sept provinces, qui sont divisées en 81 cantons et 463 districts. Le Costa Rica est la capitale et plus grande ville est San José.

## Carte
| \| 50 km1:1 721 000 \| Bahia Drake Barra del Colorado Coto 47 Golfito Nosara Palmar Sur Puerto Jiménez Punta Islita Quépos San Isidro de El General Tamarindo Tambor Tortuguero Libéria San José T. Bolaños Limón San José-J.-Santamaría |
| 50 km1:1 721 000 |

## Liste
| Ville                      | Province   | OACI | AITA | Nom                             | Coordonnées géographiques    | Piste                      | Élevation(m) |
| -------------------------- | ---------- | ---- | ---- | ------------------------------- | ---------------------------- | -------------------------- | ------------ |
| Aéroports internationaux   |            |      |      |                                 |                              |                            |              |
| Liberia                    | Guanacaste | MRLB | LIR  | Liberia-D.-Oduber               | 10° 35′ 42″ N, 85° 32′ 40″ O | 07/25: 2750x45 m, asphalt  | 82 m         |
| Limón                      | Limón      | MRLM | LIO  | Limón                           | 9° 57′ 28″ N, 83° 01′ 22″ O  | 14/32: 1800x30 m, asphalte | 2 m          |
| San José                   | Alajuela   | MROC | SJO  | San José-J. Santamaría          | 9° 59′ 35″ N, 84° 12′ 33″ O  | 07/25: 3012x45 m, asphalt  | 921 m        |
| San José                   | San José   | MRPV | SYQ  | San José-T. Bolaños             | 9° 57′ 27″ N, 84° 08′ 19″ O  | 09/27: 1566x23 m, asphalte | 1002 m       |
| Aéroports locaux           |            |      |      |                                 |                              |                            |              |
| Barra del Colorado, Pococí | Limón      | MRBC | BCL  | Barra del Colorado              | 10° 46′ 06″ N, 83° 35′ 08″ O | 16/34: 1000x12 m, concrete | 1 m          |
| Carrillo                   | Guanacaste | MRCR | PLD  | Playa Samara                    | 9° 52′ 14″ N, 85° 28′ 52″ O  | 09/27: 1200x20 m, gravel   | 2 m          |
| Coto 47                    | Puntarenas | MRCC | OTR  | Coto 47                         | 8° 36′ 00″ N, 82° 58′ 02″ O  | 18/36: 1000x20 m, asphalt  | 8 m          |
| Drake Bay                  | Puntarenas | MRDK | DRK  | Bahia Drake                     | 8° 43′ 08″ N, 83° 38′ 30″ O  | 09/27: 750x11 m, asphalte  | 4 m          |
| Golfito                    | Puntarenas | MRGF | GLF  | Golfito                         | 8° 39′ 13″ N, 83° 10′ 53″ O  | 13/31: 1400x20 m, asphalte | 15 m         |
| Guápiles, Pococí           | Limón      | MRGP | GPL  | Guápiles (en)                   | 10° 13′ 02″ N, 83° 47′ 49″ O | 03/21: 1100x10 m, concrete | 269 m        |
| La Fortuna                 | Alajuela   | MRAN | FON  | La Fortuna-Arénal               | 10° 28′ 09″ N, 84° 34′ 44″ O | 06/24: 800x10 m, asphalte  | 115 m        |
| Los Chiles                 | Alajuela   | MRLC | LSL  | Los Chiles                      | 11° 02′ 04″ N, 84° 42′ 23″ O | 06/24: 1400x16 m, asphalte | 40 m         |
| Nosara                     | Guanacaste | MRNS | NOB  | Nosara                          | 9° 58′ 34″ N, 85° 39′ 10″ O  | 04/22: 1000x18 m, asphalte | 10 m         |
| Palmar Sur                 | Puntarenas | MRPM | PMZ  | Palmar Sur                      | 8° 57′ 01″ N, 83° 28′ 06″ O  | 03/21: 1400x12 m, asphalte | 15 m         |
| Puerto Jiménez             | Puntarenas | MRPJ | PJM  | Puerto Jiménez                  | 8° 32′ 07″ N, 83° 18′ 04″ O  | 16/34: 822x18 m, asphalte  | 2 m          |
| Punta Islita               | Guanacaste | MRIA | PBP  | Punta Islita                    | 9° 51′ 22″ N, 85° 22′ 15″ O  | 03/21: 800x12 m, asphalte  | 2 m          |
| Quépos                     | Puntarenas | MRQP | XQP  | Quépos                          | 9° 26′ 34″ N, 84° 07′ 47″ O  | 04/22: 1100x11 m, asphalte | 26 m         |
| San Isidro de El General   | San José   | MRSI |      | San Isidro de El General        | 9° 20′ 55″ N, 83° 42′ 45″ O  | 02/20: 802x18 m, asphalte  | 640 m        |
| Tamarindo                  | Guanacaste | MRTM | TNO  | Tamarindo                       | 10° 18′ 56″ N, 85° 48′ 44″ O | 07/25: 800x9 m, asphalte   | 13 m         |
| Tambor                     | Puntarenas | MRTR | TMU  | Tambor                          | 9° 44′ 21″ N, 85° 00′ 58″ O  | 12/30: 700x12 m, asphalte  | 10 m         |
| Tortuguero                 | Limón      | MRAO | TTQ  | Tortuguero                      | 10° 34′ 02″ N, 83° 30′ 50″ O | 02/20: 950x12, asphalte    | 25 m         |
| Upala                      | Alajuela   | MRUP | UPL  | Upala                           | 10° 53′ 31″ N, 85° 00′ 58″ O | 04/22: 1000x12 m, asphalte | 56 m         |
| Autres pistes              |            |      |      |                                 |                              |                            |              |
| Buenos Aires               | Puntarenas | MRBA | BAI  | Buenos Aires Airport            | 9° 09′ 46″ N, 83° 19′ 49″ O  | 01/19: 990x10 m, concrete  | 370 m        |
| Cabo Velas                 | Guanacaste | MRCV |      | Cabo Velas Airport              | 10° 21′ 15″ N, 85° 51′ 14″ O | 04/22: 1000x10 m, asphalte | 10 m         |
| Cañas                      | Guanacaste | MRLP |      | Las Piedras Airport             | 10° 21′ 20″ N, 85° 12′ 17″ O | 05/23: 800x8 m, asphalte   | 25 m         |
| Puntarenas                 | Puntarenas | MRCH | JAP  | Chacarita Airport               | 9° 58′ 53″ N, 84° 46′ 21″ O  | 09/27: 1500x25 m, asphalte | 2 m          |
| Dieciocho                  | Puntarenas | MRDO |      | Dieciocho Airport               | 8° 54′ 12″ N, 83° 25′ 35″ O  | 10/28: 980x12 m, gravel    | 6 m          |
| El Carmen de Siquirres     | Limón      | MREC |      | El Carmen de Siquirres Airport  | 10° 12′ 06″ N, 83° 28′ 16″ O | 06/24: 1000x12 m, concrete | 17 m         |
| Finca 63                   | Puntarenas | MRFS |      | Finca 63 Airport                | 8° 39′ N, 83° 04′ O          | 15/33: 1000x15 m, gravel   | 11 m         |
| La Flor                    | Guanacaste | MRLF |      | La Flor Airport                 | 10° 39′ 00″ N, 85° 32′ 05″ O | 07/25: 950x10 m, asphalte  | 55 m         |
| Laurel                     | Puntarenas | MRLE |      | Laurel Airport                  | 8° 26′ 25″ N, 82° 54′ 30″ O  | 11/29: 984x15 m, asphalte  | 20 m         |
| Nicoya                     | Guanacaste | MRNC | NCT  | Nicoya Guanacaste Airport       | 10° 08′ 21″ N, 85° 26′ 44″ O | 10/28: 963x18 m, gravel    | 120 m        |
| Nuevo Palmar Sur           | Puntarenas | MRFI |      | Nuevo Palmar Sur Airport        | 8° 55′ 00″ N, 83° 30′ 25″ O  | 03/21: 1000x15 m, gravel   | 8 m          |
| Palo Arco                  | Guanacaste | MRPA |      | Palo Arco Airport               | 9° 51′ 07″ N, 85° 14′ 15″ O  | 02/20: 1000x17 m, asphalte | 100 m        |
| Pandora                    | Limón      | MRPD |      | Pandora Airport                 | 9° 43′ 56″ N, 82° 59′ 00″ O  | 08/26: 900x12 m, concrete  | 30 m         |
| Siquirres                  | Limón      | MRSA |      | San Alberto Airport             | 10° 08′ 53″ N, 83° 29′ 30″ O | 09/27: 1000x12 m, asphalte | 27 m         |
| Santa Clara de Guapiles    | Limón      | MRSG |      | Santa Clara de Guapiles Airport | 10° 17′ 17″ N, 83° 42′ 47″ O | 01/19: 1010X12 m, asphalte |              |
| Santa Maria de Guacimo     | Limón      | MRSO |      | Santa Maria de Guacimo Airport  | 10° 16′ 15″ N, 83° 35′ 00″ O | 08/26: 1000x12 m, asphalte | 10 m         |
| San Vito                   | Puntarenas | MRSV | TOO  | San Vito de Java Airport        | 8° 49′ N, 82° 57′ O          | 08/26: 963X18 m, asphalte  | 984 m        |